# Mohammed al-Bashir
 Mohammed al-Bashir (em árabe: محمد البشير; Jabal al-Zawiya, 1983) é um engenheiro e político sírio que foi primeiro-ministro de Governo de Transição Sírio entre 9 de dezembro de 2024 e 29 de março de 2025.

## Início da vida e educação
Al-Bashir nasceu na região de Jabal Zawiya, na província de Idlib, em 1983. Ele se formou em engenharia elétrica pela Universidade de Aleppo em 2007. Em 2011, al-Bashir se tornou chefe do Departamento de Instrumentos de Precisão na usina de gás da Companhia de Gás Síria. Em 2021, ele obteve um diploma em Sharia e direito pela Universidade de Idlib.

## Carreira política
Al-Bashir foi encarregado de formar um governo de transição depois que o líder do HTS, Ahmed al-Sharaa se encontrou com o primeiro-ministro sírio, Mohammad Ghazi al-Jalali, para organizar a transferência de poder após a Queda do regime de Bashar al-Assad. 